# Pseudotaxus chienii
Pseudotaxus chienii ist die einzige Art der monotypischen Pflanzengattung Pseudotaxus innerhalb der Familie der Eibengewächse (Taxaceae). Diese seltene und gefährdete Art ist in China heimisch.

## Beschreibung

### Vegetative Merkmale
Pseudotaxus chienii wächst als immergrüner Strauch, der Wuchshöhen von bis zu 4 Metern erreichen kann. Die Borke ist grau-braun und blättert in Streifen ab. Die Äste sind annähernd quirlig angeordnet. Die Rinde der Zweige ist im ersten Jahr gelblich-grün, später dunkelgrün. An ihrer Basis befinden sich bleibende Knospenschuppen.
Die Blätter sind spiralig in Winkeln von 40 bis 45° um den Zweig angeordnet, erscheinen aber auf Grund der Biegung an der Basis zweizeilig in einer Ebene angeordnet; bei älteren Sträuchern reicht der Winkel von 50 bis 90°. Blattstiele haben eine Länge von weniger als 1 Millimeter, oder sind nicht vorhanden. Die nicht ledrigen Blattspreiten sind 1 bis 2,6 Zentimeter lang und sind 2 bis 4,5 Millimeter breit. Im ersten Jahr sind Blätter hellgrün und zur Zweigachse geneigt. Später werden sie dunkler und sind gerade bis leicht sichelförmig. Die Mittelrippe ist sowohl auf Blattoberseite als auch -unterseite leicht erhaben. Die weißen Stomatabänder sind 0,5 bis 1,1 Millimeter breit und bestehen aus 9 bei jüngeren, aus 13 bis 19 Reihen bei älteren Sträuchern. Das obere Ende der Blätter ist stachel-spitzig, hellgrün und bis zu 0,7 Millimeter lang.

### Generative Merkmale
Pseudotaxus chienii ist zweihäusig getrenntgeschlechtig (diözisch), das bedeutet männliche und weibliche Blüten befinden sich nicht zusammen auf einem Individuum. Die ungestielten Zapfen stehen einzeln und achselständig.
Männliche Zapfen sind bei einem Durchmesser von 3 bis 4 Millimetern rundlich und beinhalten sechs bis zwölf schildartige Sporophylle mit je vier bis sechs Pollensäcken. Der Arillus ist bei Reife weiß, glockenförmig sowie 5 bis 7 Millimeter lang und umschließt den einzelnen Samen fast komplett. Der Same ist bei einer Länge von 5 bis 8 Millimetern und einem Durchmesser von 4 bis 5 Millimetern eiförmig mit einer kleinen Spitze.
Die Bestäubung erfolgt in China in den Monaten März bis Mai und der Same ist im Oktober reif.
Die Chromosomenzahl beträgt 2n = 24.

## Vorkommen und Gefährdung
Pseudotaxus chienii ist im südöstlichen China heimisch, unter anderem im Nanling-Gebirge; im Norden der Provinzen Guangdong und Guangxi, im Nordwesten und Süden von Hunan, im Südwesten von Jiangxi und im Süden von Zhejiang. Das Klima ist gemäßigt bis subtropisch, feucht und vom Monsun geprägt. Pseudotaxus chienii gedeiht zerstreut in dichten immergrünen und laubwerfenden Lorbeerwäldern als Unterwuchs in Höhenlagen von 700 bis 1500 Metern. Diese seltene Art kommt in Kalksteingebieten in Schluchten und an Felswänden vor (tropischer Karst).
In der Roten Liste der gefährdeten Arten der IUCN wird 2010 Pseudotaxus chienii als „Vulnerable“ „gefährdet“ eingestuft. Vor 2010 galt sie als „Endangered“ = stark gefährdet. Die Gründe sind die Zerstörung der Habitate. Durch die starke Fragmentierung der Populationen bis hin zu einzelnen Exemplaren erfolgt eine unzureichende Bestäubung. Im gesamten Areal erfolgt eine zu geringe Bildung von Samen.

## Systematik
Die Erstbeschreibung erfolgte 1934 unter dem Namen (Basionym) Taxus chienii durch Wan Chun Cheng in Contributions from the Biological Laboratory of the Science Society of China, Sect. Bot. Volume 9, Issue 3, S. 240. 1947 stellte Wan Chun Cheng in Research Notes, Forestry Institute; National Central University, Nanking. Dendrological Series 1. S. 1 die Gattung Pseudotaxus mit der Typusart Pseudotaxus chienii auf. Ein weiteres Synonym für Pseudotaxus chienii (W.C.Cheng) W.C.Cheng ist Nothotaxus chienii (W.C.Cheng) Florin.
Populationen aus Guangxi beschrieb John Silba 1996  als Pseudotaxus liiana auf Grund der unterschiedlichen Morphologie der Blätter. Die Unterschiede ließen sich nicht signifikant nachweisen. Pseudotaxus liiana Silba und Pseudotaxus chienii subsp. liana (Silba) Silba gelten somit ebenso als Synonyme von Pseudotaxus chienii.
Pseudotaxus chienii ist die einzige Art der Gattung Pseudotaxus in der Tribus Taxeae innerhalb der Familie der Taxaceae.

## Nutzung
Das Holz von Pseudotaxus chienii wurde als Schnitzholz verwandt. In der Provinz Zhejiang wird Pseudotaxus chienii als Zierpflanze kultiviert.